# Балтийски немци
Балтийските немци (на немски: Deutsch-Balten) са етническа група немци, живели в историческите области Ливония, Курландия и Естландия (приблизително днешни Латвия и Естония) между XIII и XX век.
Те се установяват в региона при Ливонския кръстоносен поход, като през следващите столетия формират поземлената аристокрация и основната част от градската средна класа в тези области. В навечерието на Първата световна война наброяват около 160 хиляди души. През 1939 година повечето балтийски немци са преселени в Германия, като част от политиката на Адолф Хитлер за връщане на немската диаспора в страната.